# Olympische Sommerspiele 2012/Rudern – Leichtgewichts-Vierer ohne Steuermann
Der Ruderwettbewerb im Leichtgewichts-Vierer ohne Steuermann der Männer bei den Olympischen Spielen 2012 in London wurde vom 28. Juli bis zum 2. August 2012 auf dem Dorney Lake ausgetragen. 52 Athleten in 13 Booten traten an. 
Die Ruderregatta, die über 2000 Meter ausgetragen wurde, begann mit drei Vorläufen. Die ersten drei Boote zogen ins Halbfinale ein, die restlichen starteten im Hoffnungslauf. Hier konnten sich die ersten drei Boote für das Halbfinale qualifizieren. Die übrigen Boote schieden aus.
In den beiden Halbfinals kamen die ersten drei Boote ins Finale A, die restlichen ins Finale B zur Ermittlung der Plätze 7 bis 12.
Die jeweils qualifizierten Boote sind hellgrün unterlegt.

## Titelträger
| Olympiasieger | Dänemark Besatzung: Thomas Ebert, Morten Jørgensen, Eskild Ebbesen, Mads Kruse Andersen | Peking 2008 |
| Weltmeister   | Australien Besatzung: Anthony Edwards, Samuel Beltz, Benjamin Cureton, Todd Skipworth   | Bled 2011   |

## Bootsbesatzung
| Boot               | Besatzung                                                                |
| ------------------ | ------------------------------------------------------------------------ |
| Australien         | Anthony Edwards, Samuel Beltz, Benjamin Cureton, Todd Skipworth          |
| China              | Yu Chenggang, Huang Zhe, Zhang Guolin, Wang Tiexin                       |
| Dänemark           | Kasper Winther Jørgensen, Morten Jørgensen, Jacob Barsøe, Eskild Ebbesen |
| Deutschland        | Bastian Seibt, Lars Wichert, Jochen Kühner, Martin Kühner                |
| Frankreich         | Nicolas Moutton, Franck Solforosi, Thomas Baroukh, Fabrice Moreau        |
| Großbritannien     | Peter Chambers, Rob Williams, Richard Chambers, Chris Bartley            |
| Italien            | Daniele Danesin, Andrea Caianiello, Marcello Miani, Martino Goretti      |
| Niederlande        | Roeland Lievens, Timothee Heijbrock, Vincent Muda, Tycho Muda            |
| Polen              | Łukasz Pawłowski, Łukasz Siemion, Miłosz Bernatajtys, Paweł Rańda        |
| Schweiz            | Simon Schürch, Lucas Tramèr, Simon Niepmann, Mario Gyr                   |
| Südafrika          | James Thompson, Matthew Brittain, John Smith, Sizwe Ndlovu               |
| Tschechien         | Jan Vetešník, Ondřej Vetešník, Jiří Kopáč, Miroslav Vraštil              |
| Vereinigte Staaten | Anthony Fahden, William Newell, Nicholas la Cava, Robin Prendes          |

## Vorläufe
28. Juli 2012

### Vorlauf 1
| Platz | Boot               | Besatzung                                                                | Zeit (min) |
| ----- | ------------------ | ------------------------------------------------------------------------ | ---------- |
| 1     | Schweiz            | Simon Schürch, Lucas Tramèr, Simon Niepmann, Mario Gyr                   | 5:53,56    |
| 2     | Südafrika          | James Thompson, Matthew Brittain, John Smith, Sizwe Ndlovu               | 5:54,62    |
| 3     | Dänemark           | Kasper Winther Jørgensen, Morten Jørgensen, Jacob Barsøe, Eskild Ebbesen | 5:55,64    |
| 4     | Italien            | Daniele Danesin, Andrea Caianiello, Marcello Miani, Martino Goretti      | 5:56,71    |
| 5     | Vereinigte Staaten | Anthony Fahden, William Newell, Nicholas la Cava, Robin Prendes          | 6:02,42    |

### Vorlauf 2
| Platz | Boot           | Besatzung                                                       | Zeit (min) |
| ----- | -------------- | --------------------------------------------------------------- | ---------- |
| 1     | Großbritannien | Peter Chambers, Rob Williams, Richard Chambers, Chris Bartley   | 5:49,29    |
| 2     | Australien     | Anthony Edwards, Samuel Beltz, Benjamin Cureton, Todd Skipworth | 5:51,18    |
| 3     | Deutschland    | Bastian Seibt, Lars Wichert, Jochen Kühner, Martin Kühner       | 5:52,05    |
| 4     | Tschechien     | Jan Vetešník, Ondřej Vetešník, Jiří Kopáč, Miroslav Vraštil     | 5:52,69    |

### Vorlauf 3
| Platz | Boot        | Besatzung                                                         | Zeit (min) |
| ----- | ----------- | ----------------------------------------------------------------- | ---------- |
| 1     | Frankreich  | Nicolas Moutton, Franck Solforosi, Thomas Baroukh, Fabrice Moreau | 5:50,79    |
| 2     | Niederlande | Roeland Lievens, Timothee Heijbrock, Vincent Muda, Tycho Muda     | 5:52,47    |
| 3     | China       | Yu Chenggang, Huang Zhe, Zhang Guolin, Wang Tiexin                | 5:52,58    |
| 4     | Polen       | Łukasz Pawłowski, Łukasz Siemion, Miłosz Bernatajtys, Paweł Rańda | 5:53,52    |

## Hoffnungslauf
29. Juli 2012
| Platz | Boot               | Besatzung                                                           | Zeit (min) |
| ----- | ------------------ | ------------------------------------------------------------------- | ---------- |
| 1     | Vereinigte Staaten | Anthony Fahden, William Newell, Nicholas la Cava, Robin Prendes     | 6:00,86    |
| 2     | Italien            | Daniele Danesin, Andrea Caianiello, Marcello Miani, Martino Goretti | 6:01,66    |
| 3     | Tschechien         | Jan Vetešník, Ondřej Vetešník, Jiří Kopáč, Miroslav Vraštil         | 6:02,23    |
| 4     | Polen              | Łukasz Pawłowski, Łukasz Siemion, Miłosz Bernatajtys, Paweł Rańda   | 6:04,46    |

## Halbfinale
31. Juli 2012

### Lauf 1
| Platz | Boot               | Besatzung                                                       | Zeit (min) |
| ----- | ------------------ | --------------------------------------------------------------- | ---------- |
| 1     | Großbritannien     | Peter Chambers, Rob Williams, Richard Chambers, Chris Bartley   | 5:59,68    |
| 2     | Schweiz            | Simon Schürch, Lucas Tramèr, Simon Niepmann, Mario Gyr          | 6:00,97    |
| 3     | Niederlande        | Roeland Lievens, Timothee Heijbrock, Vincent Muda, Tycho Muda   | 6:01,37    |
| 4     | Deutschland        | Bastian Seibt, Lars Wichert, Jochen Kühner, Martin Kühner       | 6:02,10    |
| 5     | Vereinigte Staaten | Anthony Fahden, William Newell, Nicholas la Cava, Robin Prendes | 6:05,06    |
| 6     | Tschechien         | Jan Vetešník, Ondřej Vetešník, Jiří Kopáč, Miroslav Vraštil     | 6:06,85    |

### Lauf 2
| Platz | Boot       | Besatzung                                                                | Zeit (min) |
| ----- | ---------- | ------------------------------------------------------------------------ | ---------- |
| 1     | Dänemark   | Kasper Winther Jørgensen, Morten Jørgensen, Jacob Barsøe, Eskild Ebbesen | 6:03,53    |
| 2     | Südafrika  | James Thompson, Matthew Brittain, John Smith, Sizwe Ndlovu               | 6:04,21    |
| 3     | Australien | Anthony Edwards, Samuel Beltz, Benjamin Cureton, Todd Skipworth          | 6:05,31    |
| 4     | Frankreich | Nicolas Moutton, Franck Solforosi, Thomas Baroukh, Fabrice Moreau        | 6:06,90    |
| 5     | Italien    | Daniele Danesin, Andrea Caianiello, Marcello Miani, Martino Goretti      | 6:08,44    |
| 6     | China      | Yu Chenggang, Huang Zhe, Zhang Guolin, Wang Tiexin                       | 6:08,47    |

## Finale

### Finale B
2. August 2012, 11:00 Uhr MESZ

Anmerkung: zur Ermittlung der Plätze 7 bis 12
| Platz | Boot               | Besatzung                                                           | Zeit (min) | Anmerkung                      |
| ----- | ------------------ | ------------------------------------------------------------------- | ---------- | ------------------------------ |
| 7     | Frankreich         | Nicolas Moutton, Franck Solforosi, Thomas Baroukh, Fabrice Moreau   | 6:08,37    |                                |
| 8     | Vereinigte Staaten | Anthony Fahden, William Newell, Nicholas la Cava, Robin Prendes     | 6:09,23    |                                |
| 9     | Deutschland        | Bastian Seibt, Lars Wichert, Jochen Kühner, Martin Kühner           | 6:10,07    |                                |
| 10    | China              | Yu Chenggang, Huang Zhe, Zhang Guolin, Wang Tiexin                  | 6:11,33    |                                |
| 11    | Tschechien         | Jan Vetešník, Ondřej Vetešník, Jiří Kopáč, Miroslav Vraštil         | 6:11,49    |                                |
| 12    | Italien            | Daniele Danesin, Andrea Caianiello, Marcello Miani, Martino Goretti | 6:14,63    |                                |
| 13    | Polen              | Łukasz Pawłowski, Łukasz Siemion, Miłosz Bernatajtys, Paweł Rańda   | –          | im Hoffnungslauf ausgeschieden |

### Finale A
2. August 2012, 13:10 Uhr MESZ

Anmerkung: zur Ermittlung der Plätze 1 bis 6
| Platz | Boot           | Besatzung                                                                | Zeit (min) |
| ----- | -------------- | ------------------------------------------------------------------------ | ---------- |
| 1     | Südafrika      | James Thompson, Matthew Brittain, John Smith, Sizwe Ndlovu               | 6:02,84    |
| 2     | Großbritannien | Peter Chambers, Rob Williams, Richard Chambers, Chris Bartley            | 6:03,09    |
| 3     | Dänemark       | Kasper Winther Jørgensen, Morten Jørgensen, Jacob Barsøe, Eskild Ebbesen | 6:03,16    |
| 4     | Australien     | Anthony Edwards, Samuel Beltz, Benjamin Cureton, Todd Skipworth          | 6:04,05    |
| 5     | Schweiz        | Simon Schürch, Lucas Tramèr, Simon Niepmann, Mario Gyr                   | 6:09,30    |
| 6     | Niederlande    | Roeland Lievens, Timothee Heijbrock, Vincent Muda, Tycho Muda            | 6:11,39    |

Erstmals gewann ein südafrikanisches Boot ein olympisches Finale. Für Großbritannien war es die erste Medaille in dieser Bootsklasse. Der Däne Eskild Ebbesen hat an allen fünf olympischen Regatten im Leichtgewichts-Vierer ohne Steuermann teilgenommen. Mit drei Gold- und zwei Bronzemedaillen ist er der erfolgreichste Leichtgewichts-Ruderer bei Olympischen Spielen.